# Nadlesk
Nadlesk – wieś w Słowenii, w gminie Loška dolina. W 2018 roku liczyła 175 mieszkańców.